# フレッド・チャペル

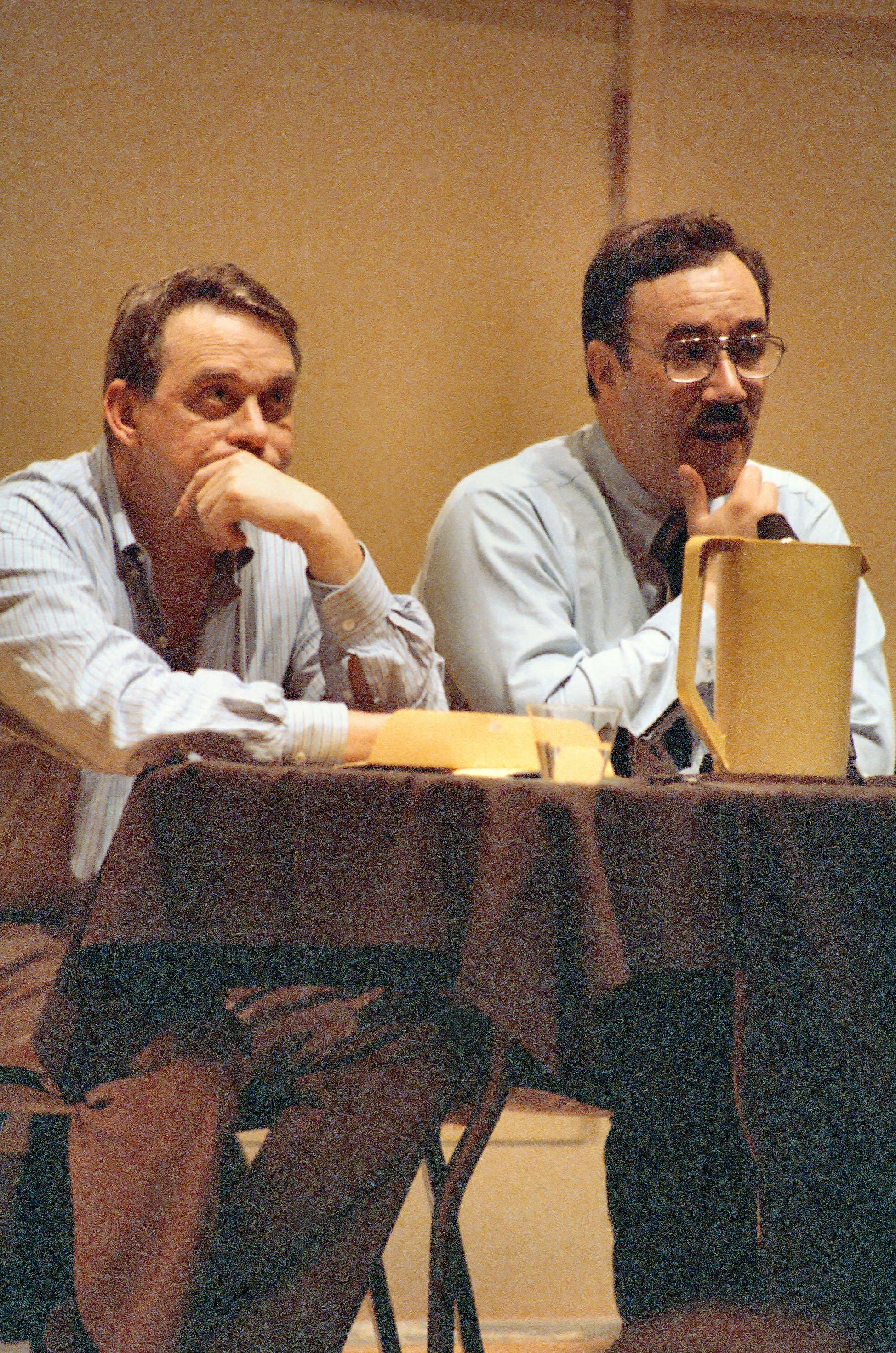
チャペル（左）とレス・ダニエルズ（右）

フレッド・デーヴィス・チャペル（Fred Davis Chappell、1936年5月28日 - 2024年1月4日）は、アメリカ合衆国の作家・詩人・批評家。

## 生涯
ノースカロライナ州のキャントン生まれ。作品を発表しつつ、グリーンズボロのノースカロライナ大学でSFなどを講じている（1993年時点）。
クトゥルフ神話『暗黒神ダゴン』は、翻訳されてフランスで評判となった。日本語版も刊行されている。